# Pinnae

Die ungarische Stephanskrone mit pinnae (bunt), Aufsätzen auf der ringförmigen corona graeca

Als pinnae (Einzahl: pinna) werden formübergreifend die auf dem Stirnreif einer Krone, speziell einer Zackenkrone aufgesetzten Zacken in Quader-, Halbkreis- oder Giebelform bezeichnet.